# Association des œnophiles et dégustateurs du Jura
L’association des œnophiles et dégustateurs du Jura ou AODJ est une association bachique fondée et présidée depuis 2004 par Marie-Thérèse Grappe (restauratrice et professeur restauration et sommelier crus des vins), pour la promotion du vignoble du Jura et de l'œnologie. Elle fonde le concours mondial du savagnin en 2014.

## Historique
L'association des œnophiles et dégustateurs du Jura (AODJ), régie par la loi 1901 à but non lucratif, a été créée le 1er mars 2004 au 81 route du Revermont à Saint-Lothain dans le vignoble du Jura. 

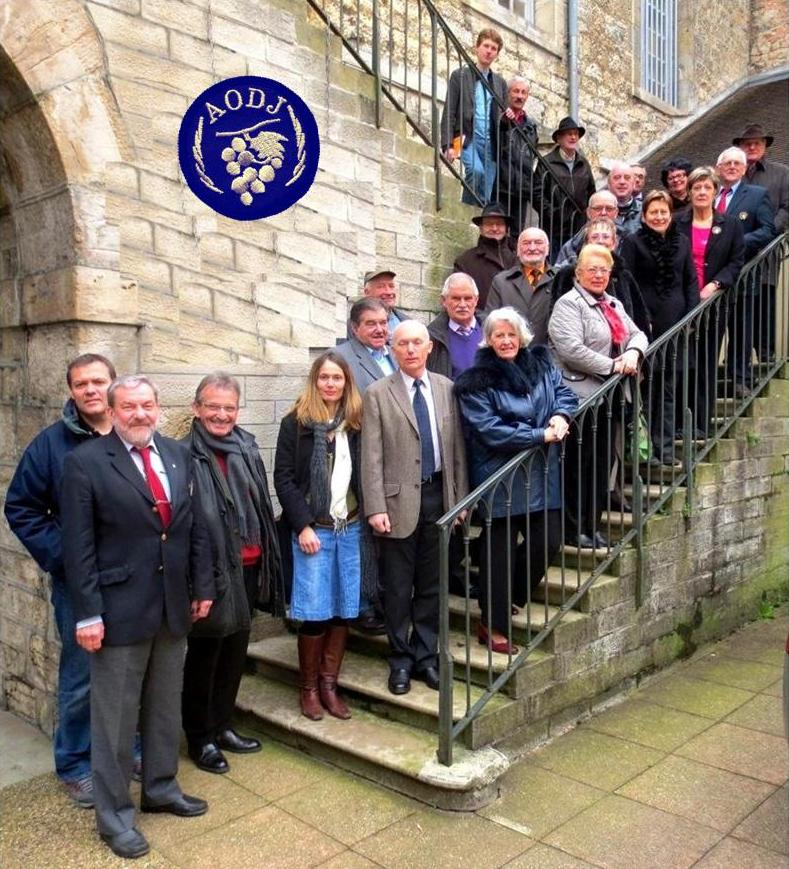
AODJ en 2014
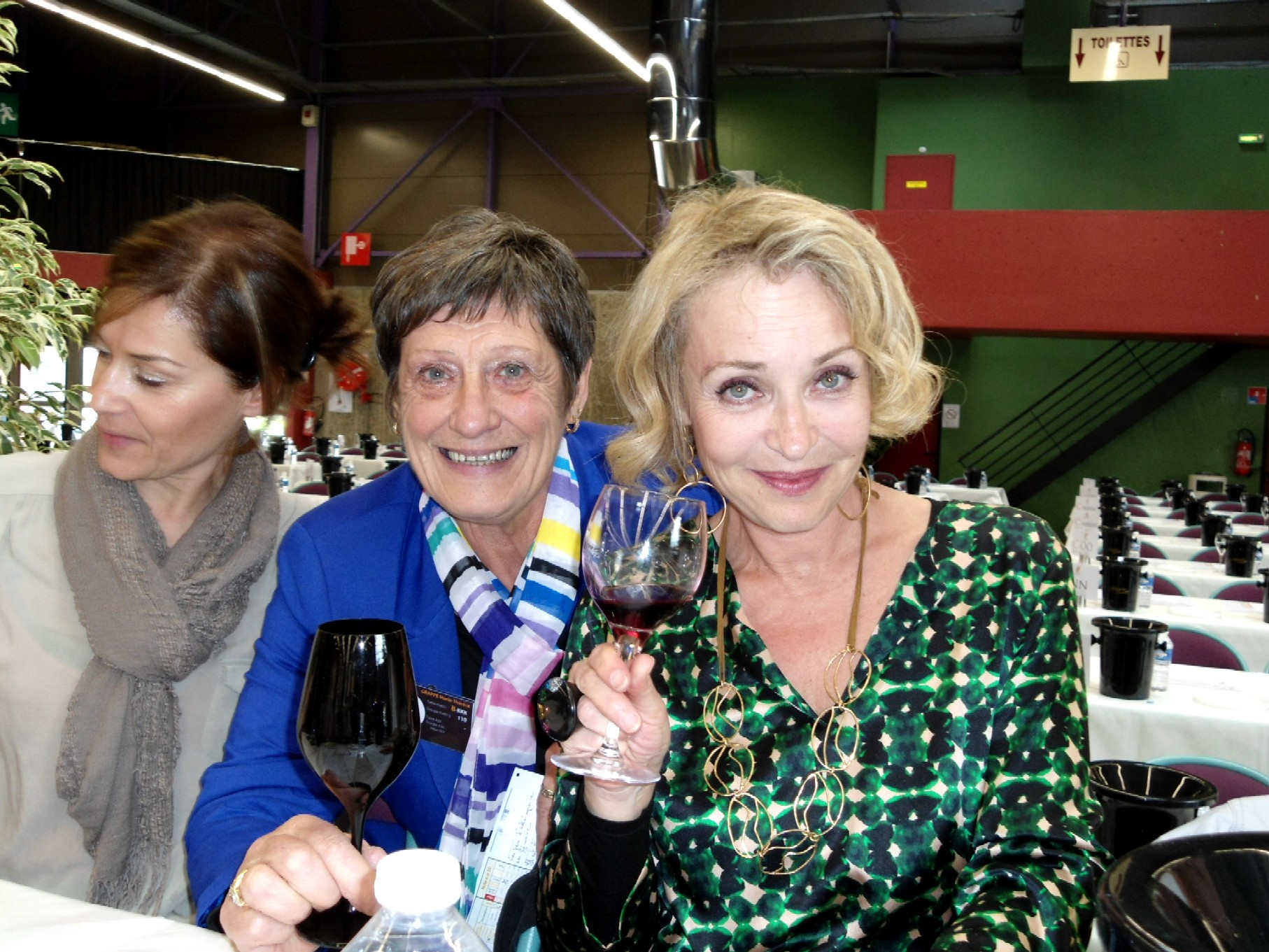
Marie-Thérèse Grappe et l'actrice Fanny Cottençon au Féminalise 2013
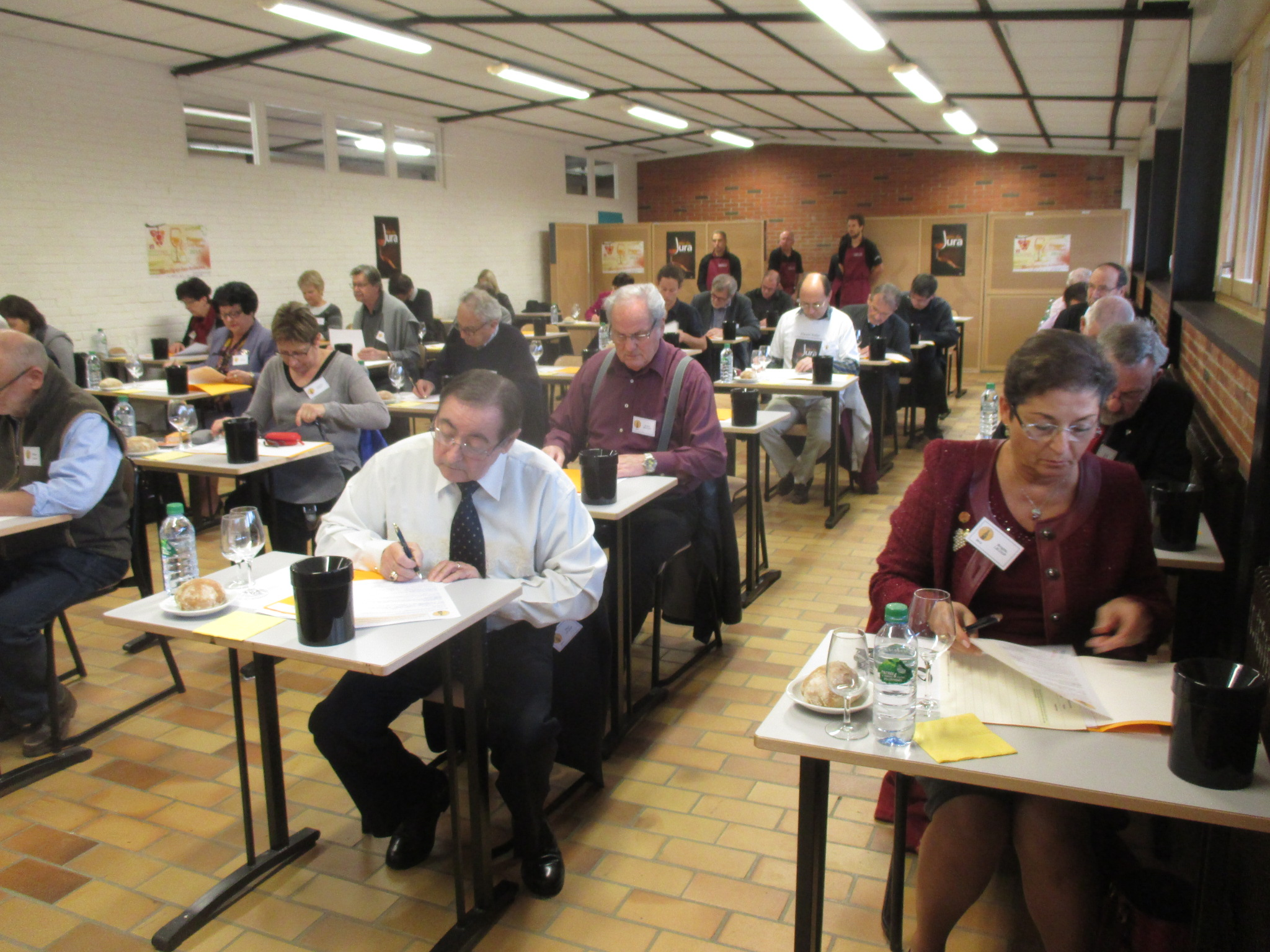
Concours mondial du savagnin en 2014
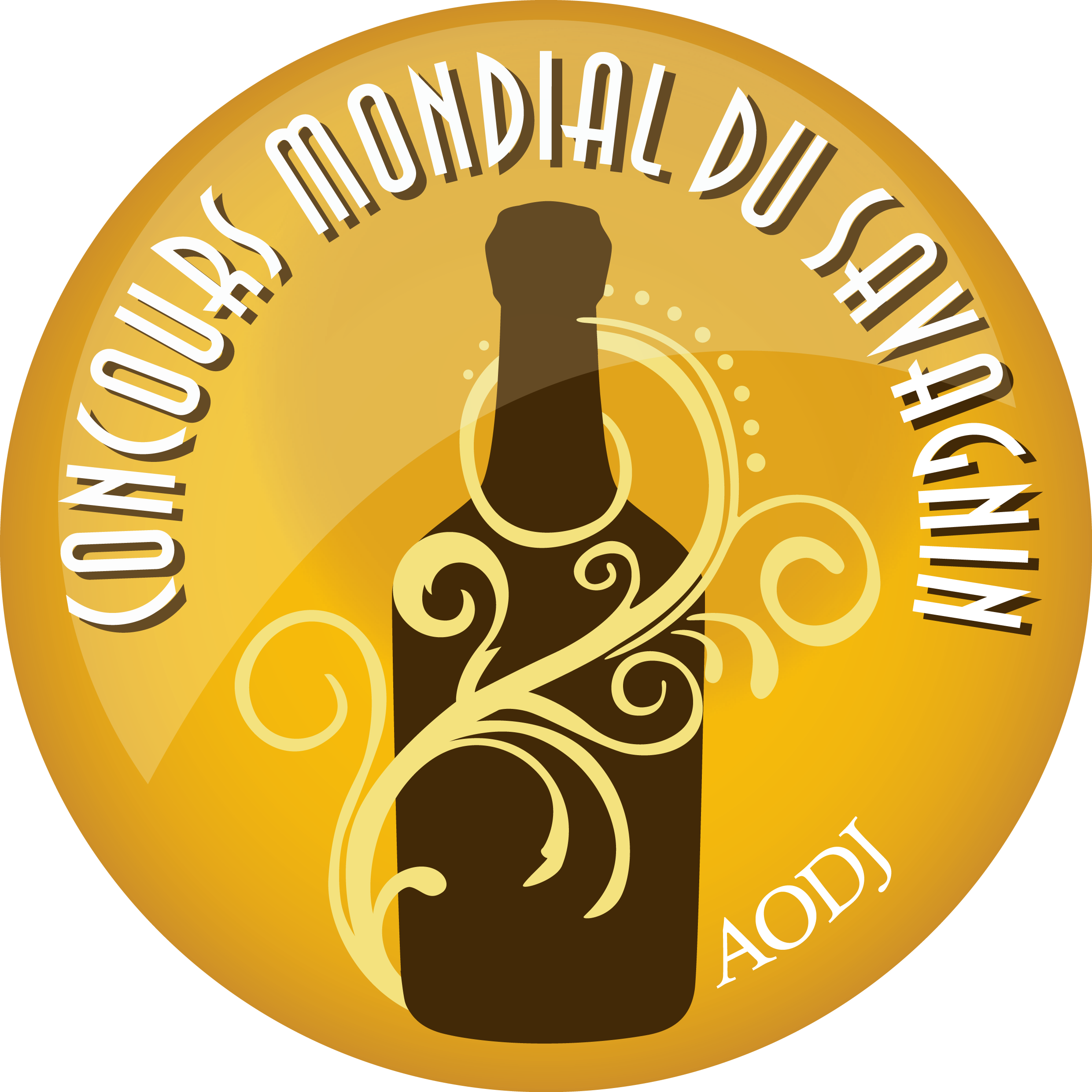
Concours mondial du savagnin

En 2014 elle créa le concours mondial du savagnin annuel au lycée agricole / viticole de Montmorot / Lons-le-Saunier (capitale du Jura), pour promouvoir le cépage savagnin et sélectionner et récompenser les meilleurs vins du monde à base de ce cépage,.
Cette association bachique a pour but :
- Promotion de l'œnophilie et du vignoble du Jura
- Apprendre à déguster, développer les aptitudes gustatives et sensorielles
- Connaître et utiliser le vocabulaire spécifique de la viticulture et de la dégustation
- Approfondir les connaissances sur les vins, les régions viticoles et les spécialités régionales
- Former le consommateur à reconnaître les produits de qualité
- Réaliser les bons accords mets/vins, connaître les règles de services des vins
- Participer aux rencontres avec les vignerons, organiser des soirées œnologiques
- Participer aux jurys, concours et examens
- Apporter son concours à toutes manifestations gastronomiques de prestige organisées en France.
- Créer une ambiance et des relations conviviales avec des professionnels et amateurs passionnés

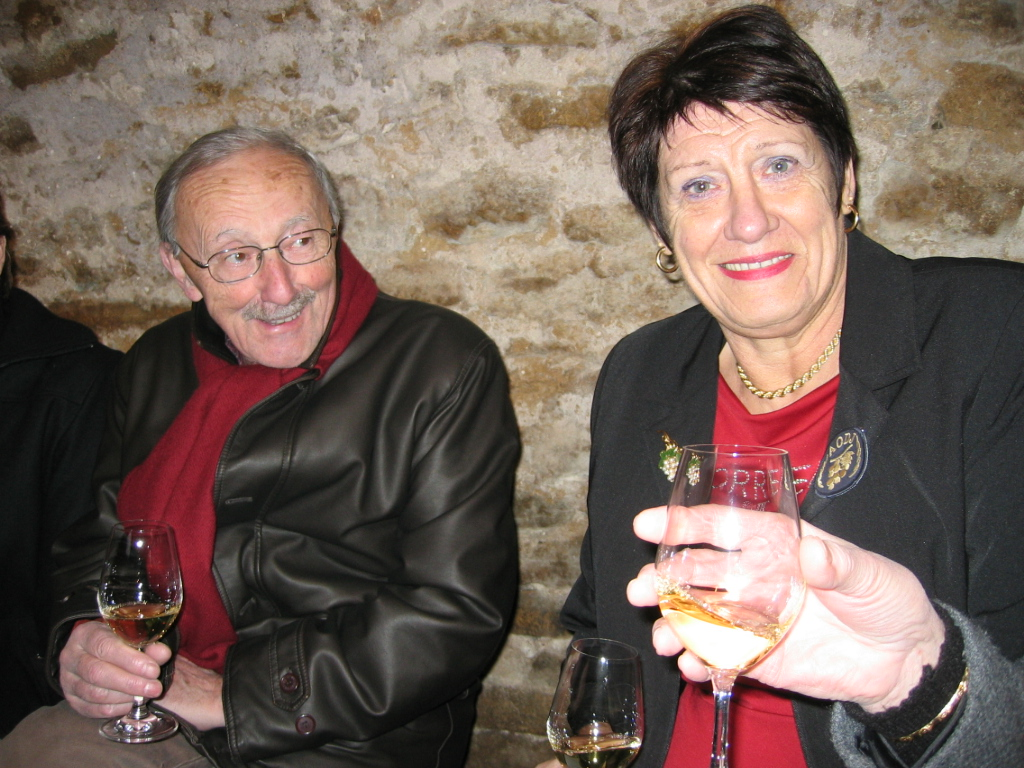
Marie-Thérèse Grappe et le poète et parolier Guy Thomas.
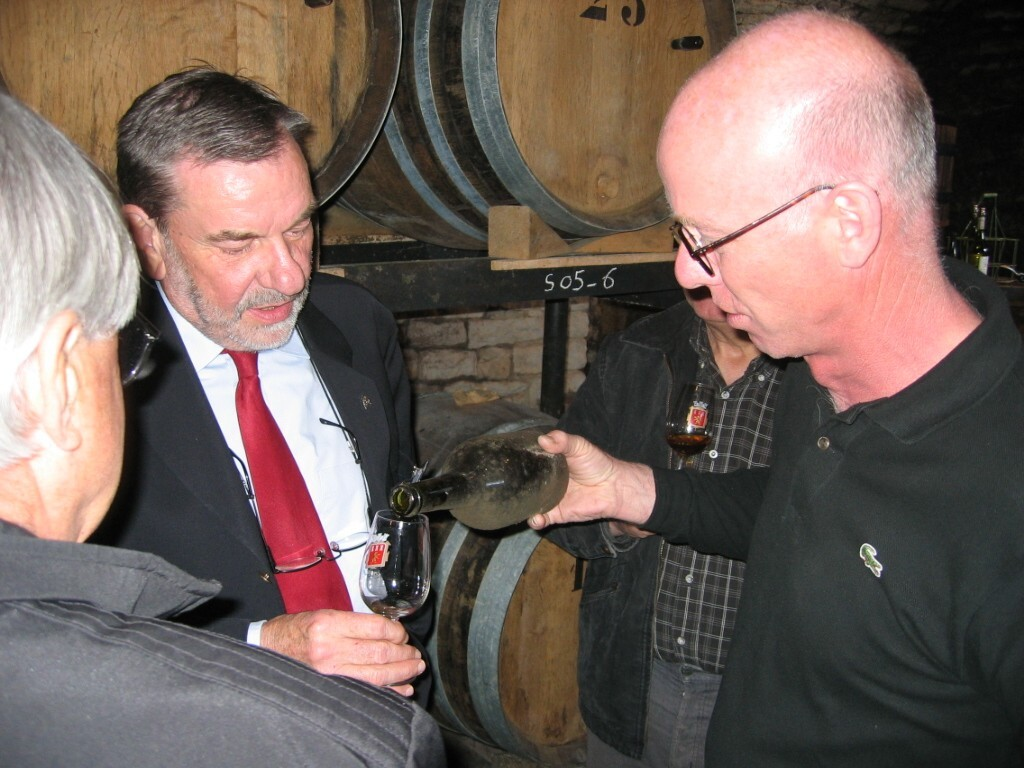
Le Vice-Président d'Honneur et Grand-Maître œnophile Maurice Jaillet.
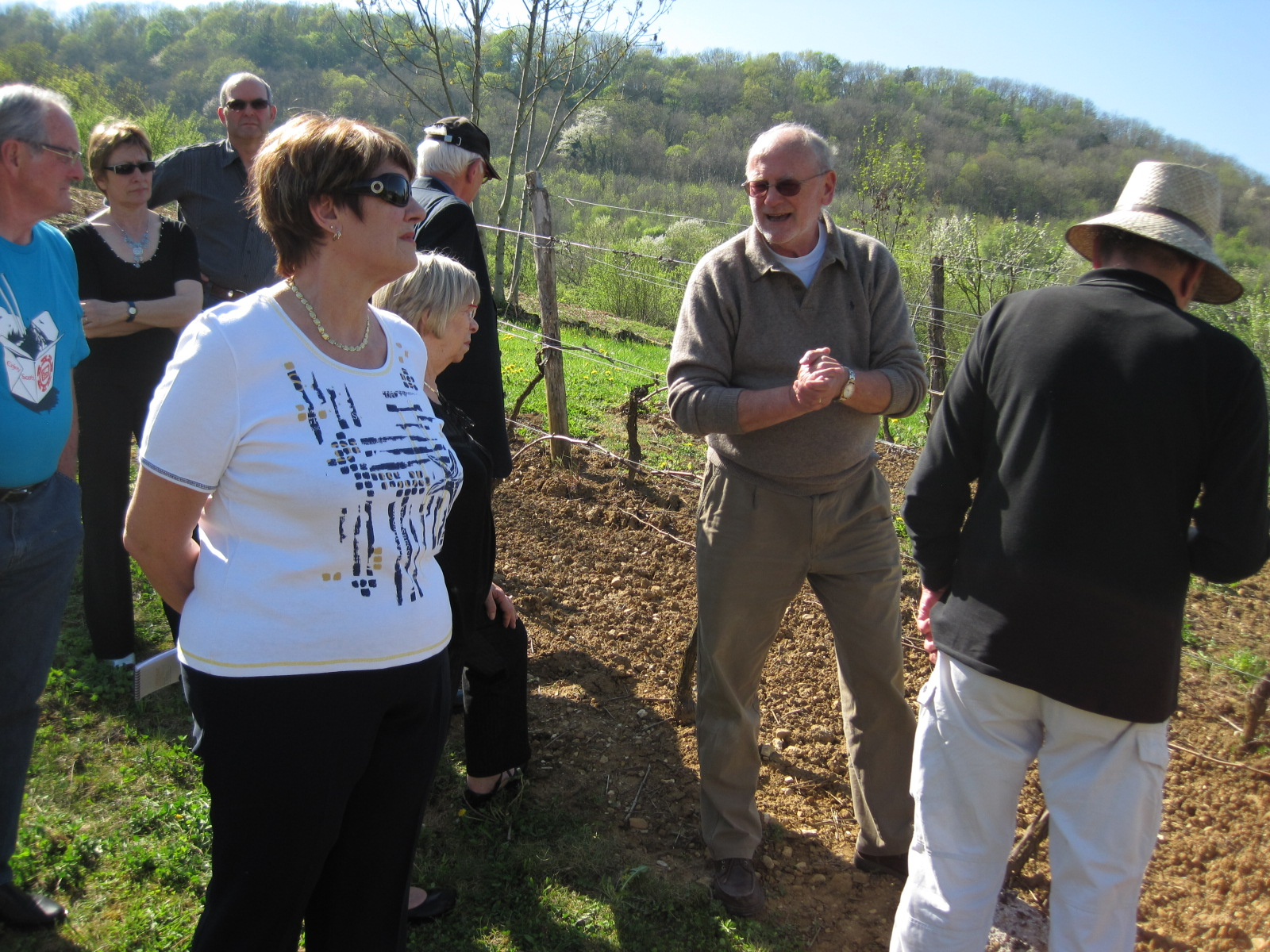
Le professeur de géologie jurassienne Michel Campy, expert du vignoble du Jura.
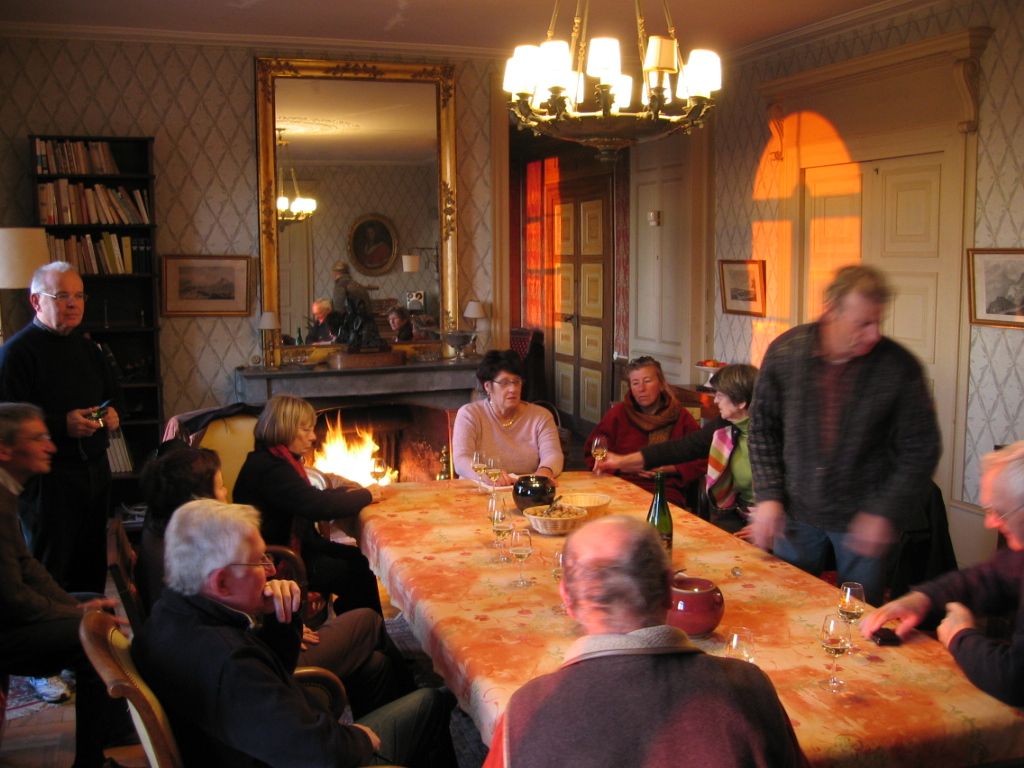
AODJ au château de Persanges à L'Étoile.
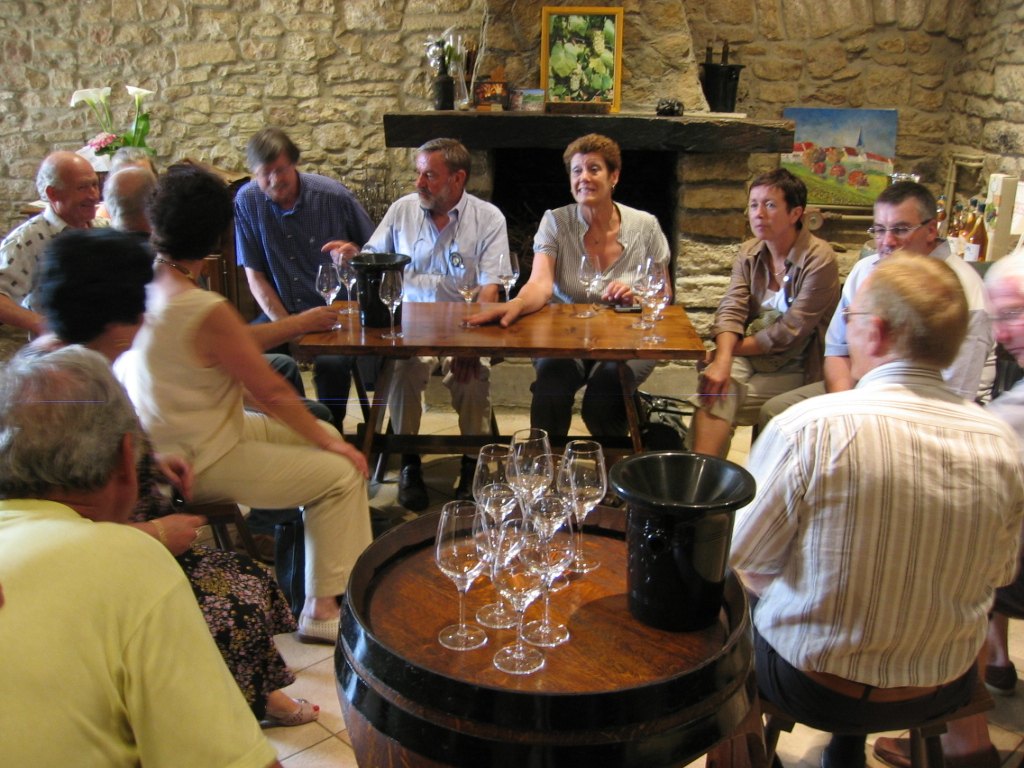
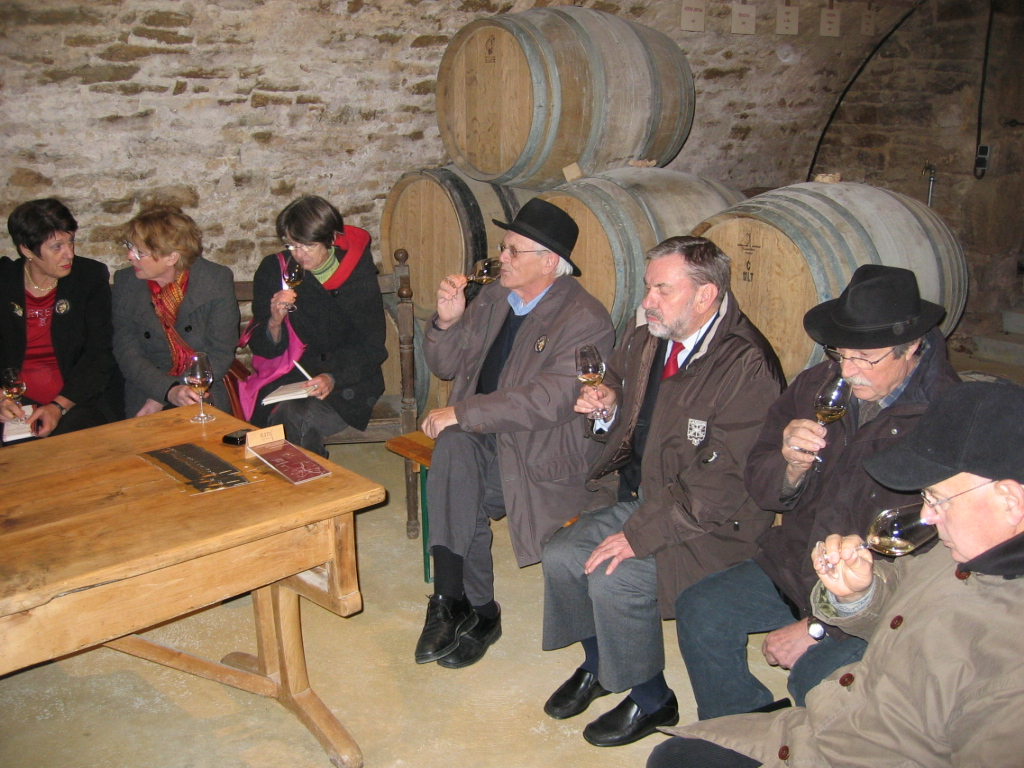
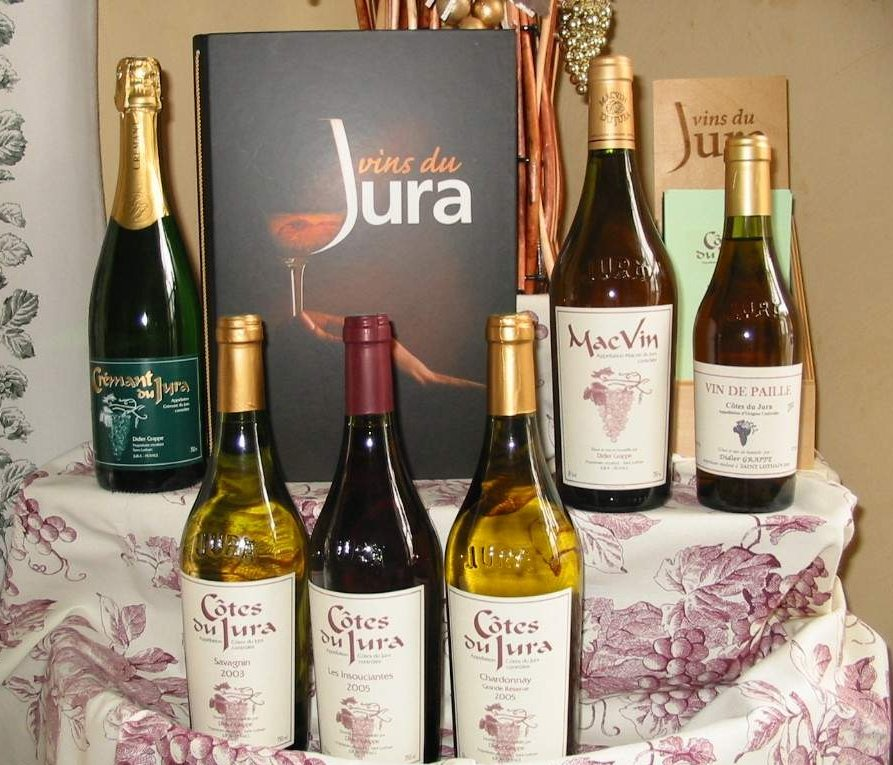
Promotion des vins du Jura : Crémant du Jura, Trousseau, Poulsard, Chardonnay, Savagnin, Vin jaune, Vin de paille, Macvin du Jura ...
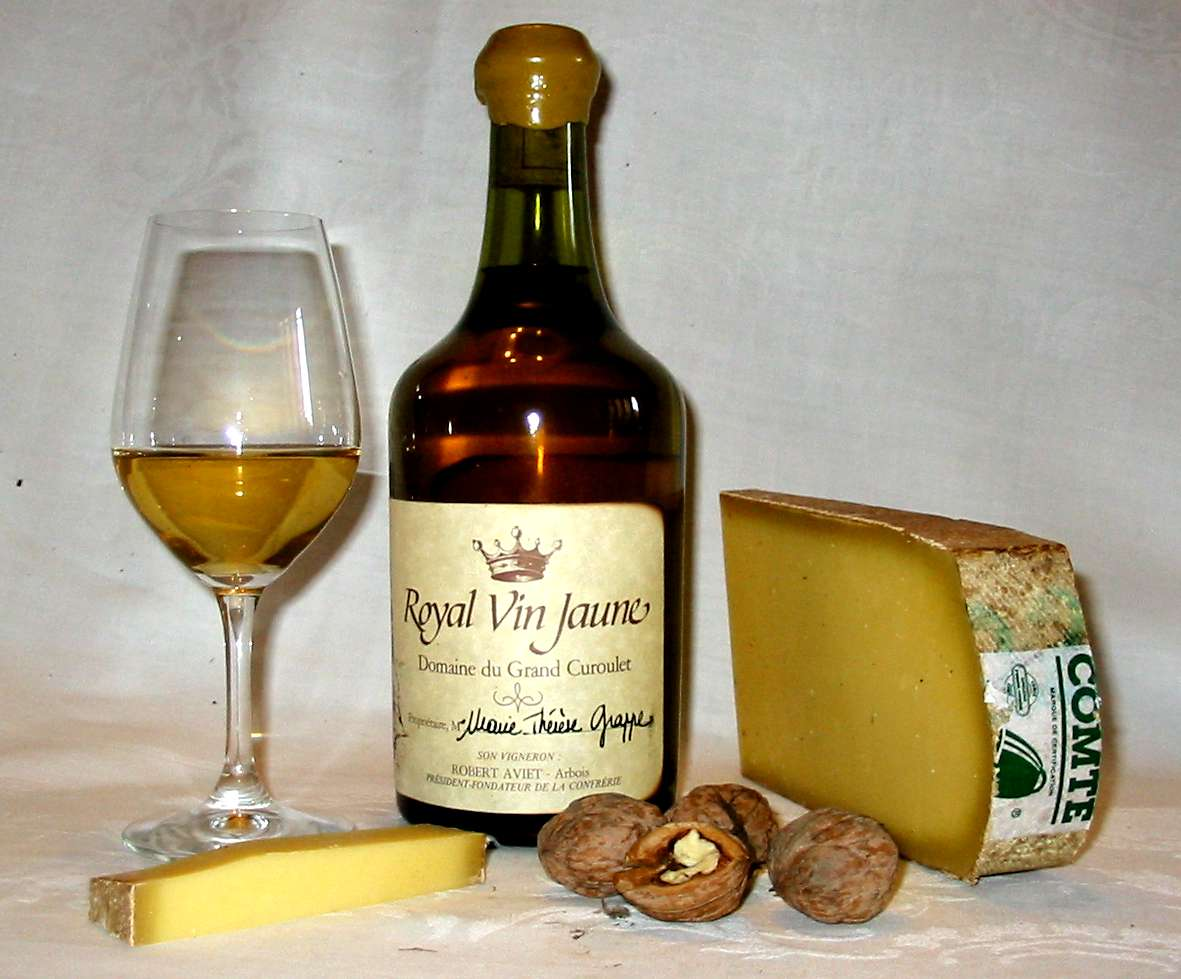
Vin jaune, noix et comté du vignoble du Jura.
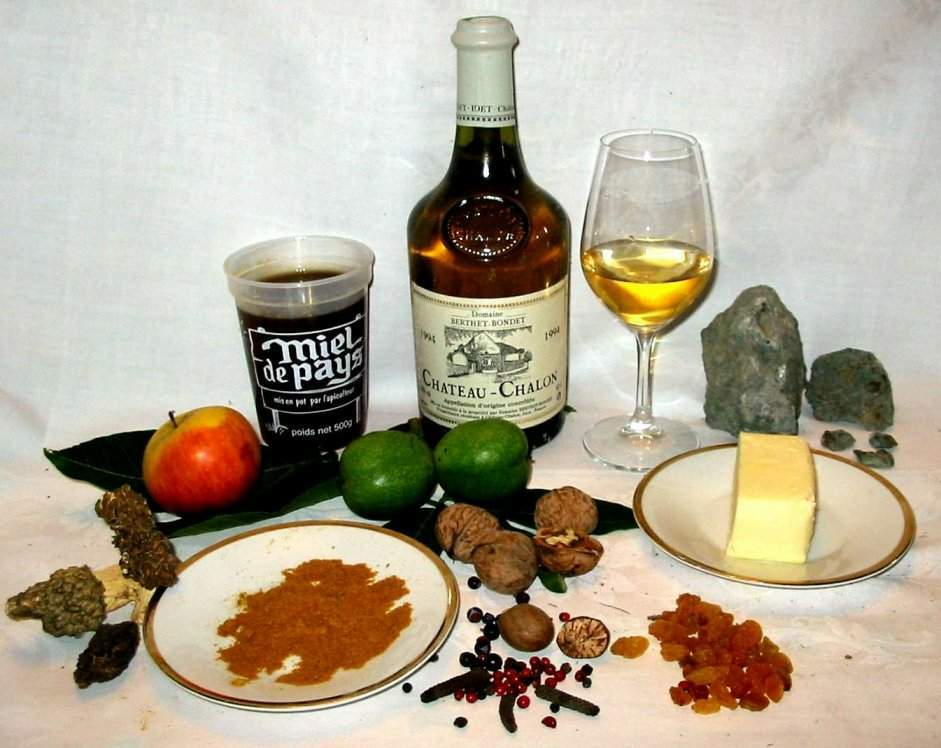
Vin jaune Château-chalon (AOC).
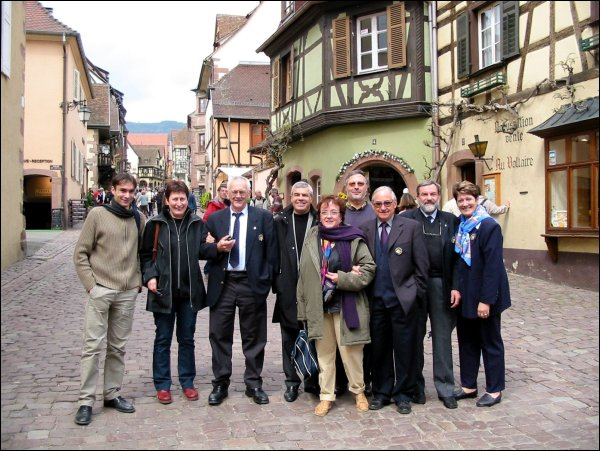
AODJ à Riquewihr dans le vignoble d'Alsace.
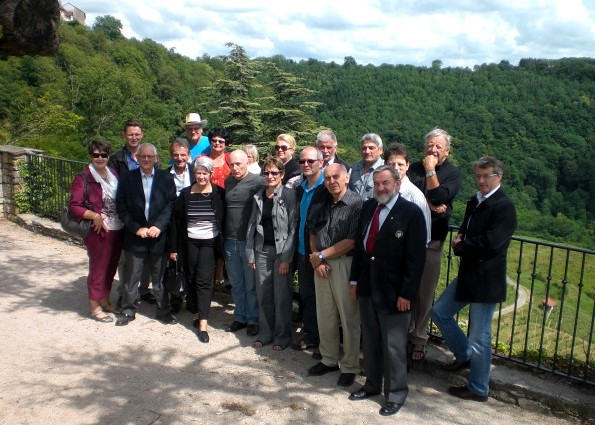
AODJ à Château-Chalon en 2012.
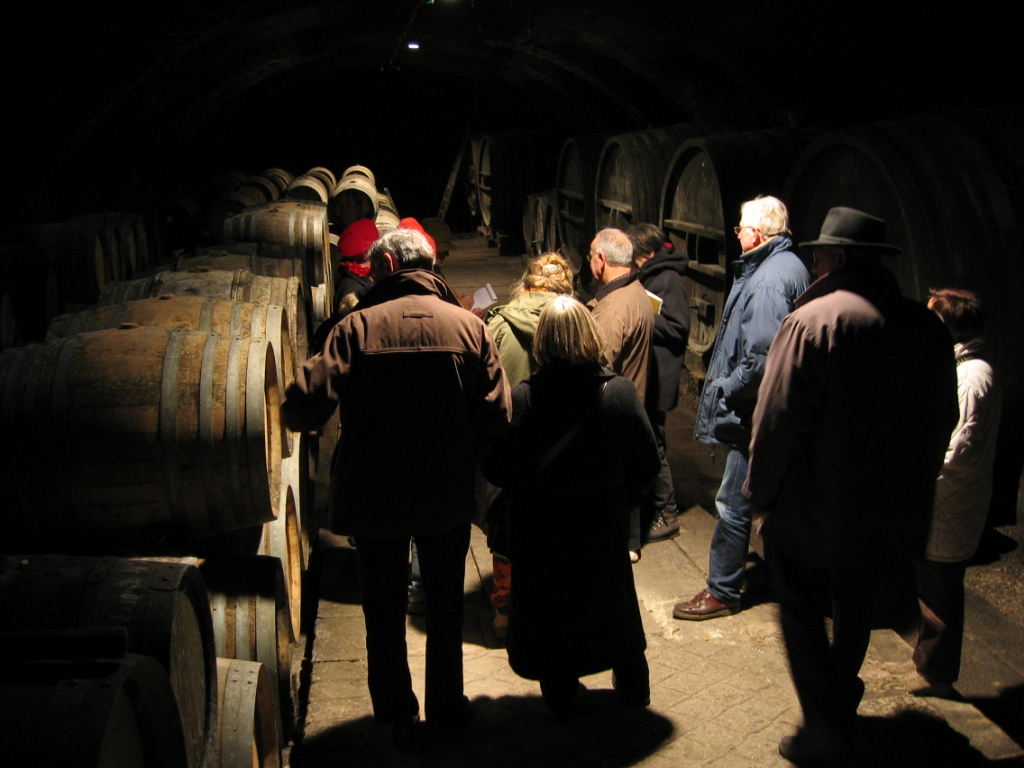
AODJ en cave en 2007.